# Lycaena subtusfereradiata
Lycaena subtusfereradiata är en fjärilsart som beskrevs av Charles Oberthür 1896. Lycaena subtusfereradiata ingår i släktet Lycaena och familjen juvelvingar. Inga underarter finns listade i Catalogue of Life.